# Léonce Alloy
Léonce Alloy, né Alphonse Léonce Félix Auguste Alloy à Fauquembergues le 26 février 1875, mort à Paris 15e le 29 mars 1949, est un sculpteur et médailleur français.

## Biographie
Léonce Alloy est l'élève de Barrias, Chaplain, Vernon et Couteau. Membre de la Société des artistes français où il expose de 1902 à 1942.

## Galerie

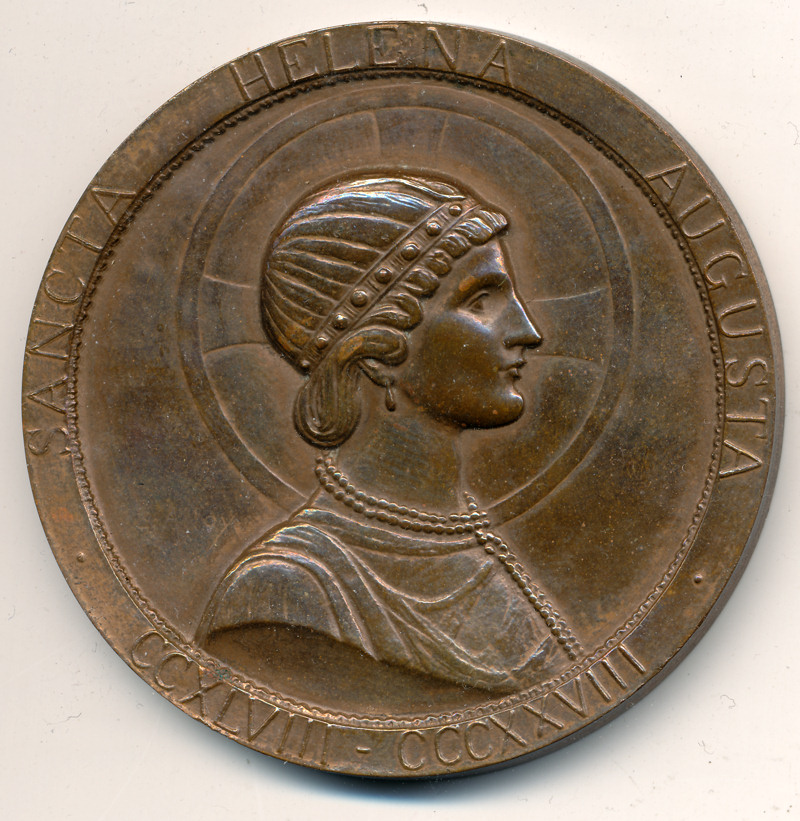
Médaille à l'effigie de Sainte Hélène, 1946, bronze 59mm
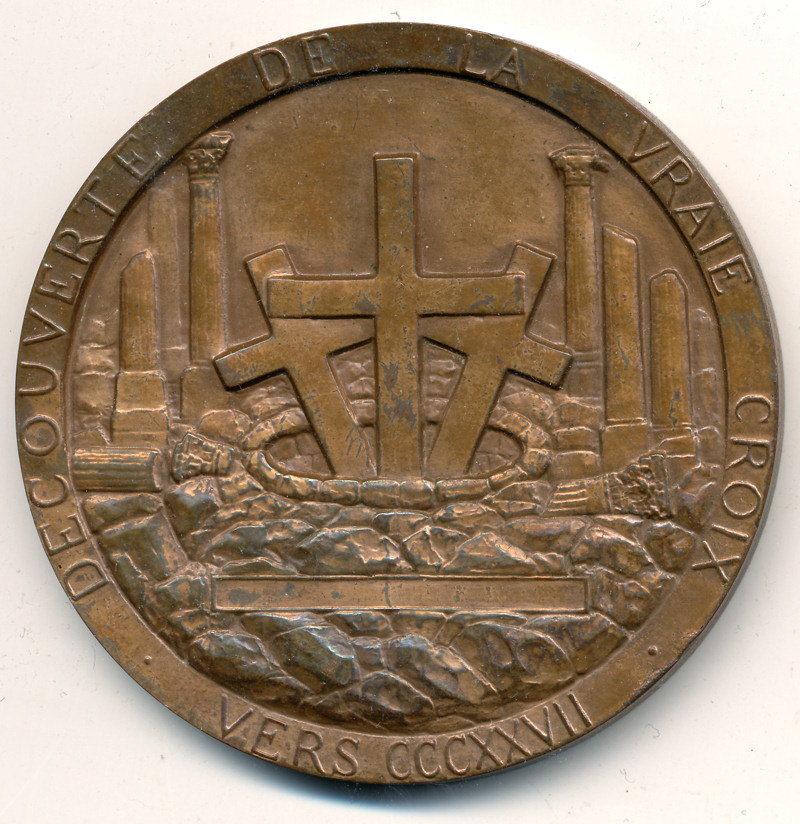
Revers de la médaille de Sainte-Hélène rappelant la découverte de la croix du Christ vers 327, 1946, bronze 59mm